# Лазарци
Лазарци е село в Северна България. То се намира в община Елена, област Велико Търново.

## География
Село Лазарци се намира на около 7 километра южно от град Елена. Разположено е под североизточния склон на връх Острец. Съществува като населено място от годините преди Освобождението. Населено е само с българи. Счита се че е възникнало като селище по-късно от околните махали.

## История
В турско време и първите години след Освобождението, Лазарци е център на община. Тук се намирал общинският хамбар, в който се събирал натуралния данък от зърнени храни. След Освобождението една част от жителите на селото се изселват в село Балканци и село Тантури (Родина). Коренното население се е занимавало със земеделие, градинарство и дюлгерство.

## Легенда
В една народна песен се пее:
„Ех, че ми се ѝ заселила, мари
Голяма ми махала Лазарци
Ех, че кой ли ми я е заселил, мари?
Заселил ми я ѝ Лазар чобана
Лазар чобана от долу, мари
От долу от равно поле.